# Эндокринные железы

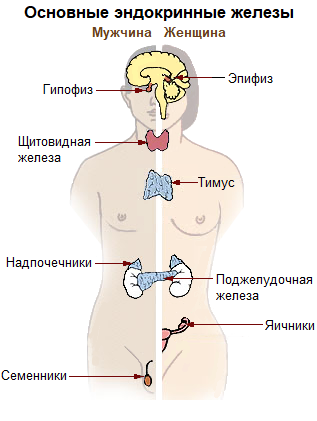
Главные железы внутренней секреции мужчины и женщины

Эндокринные железы (от др.-греч. ἔνδον — «внутри» и ϰρίνω — «отделять, выделять»), или железы внутренней секреции, — железы и параганглии, синтезирующие гормоны, которые выделяются в кровеносные (венозные) или лимфатические капилляры. Эндокринные железы не имеют выводных протоков (в отличие от экзокринных желёз).
- Эндокринные железы выделяют секрет (гормоны) непосредственно в кровь или гемолимфу.
- Экзокринные железы выделяют секрет в разные полости организма или во внешнюю среду.

К железам внутренней секреции относятся (знаком «*» помечены железы, сочетающие выработку гормонов с неэндокринными функциями):
- Гипоталамо-гипофизарная система (гипоталамус, гипофиз)[3]
- Эпифиз (шишковидное тело)[4]
- Щитовидная железа
- Паращитовидные железы
- Надпочечники
- Параганглии[5]
- Поджелудочная железа* (инкреторная часть — островки Лангерганса[6])
- Семенники*
- Яичники*
- Тимус (вилочковая железа)*
- Плацента*